# Droit socialiste
Ne doit pas être confondu avec Droit social ou Droits sociaux.
Le droit socialiste ou droit soviétique désigne un type général de système juridique qui a été (et continue d'être) utilisé dans les États socialistes et anciennement socialistes. Il est basé sur le système de droit civil, avec des modifications et des ajouts majeurs de l'idéologie marxiste-léniniste. Il existe une controverse quant à savoir si le droit socialiste a jamais constitué un système juridique distinct ou non. Si tel était le cas, avant la fin de la guerre froide, le droit socialiste serait classé parmi les grands systèmes juridiques du monde.
Alors que les systèmes de droit civil se sont traditionnellement donné beaucoup de mal pour définir la notion de propriété privée, comment elle peut être acquise, transférée ou perdue, les systèmes de droit socialiste prévoient que la plupart des biens appartiennent au gouvernement ou à des coopératives agricoles, et ayant des tribunaux spéciaux et des lois dédiées pour les entreprises d'État.
De nombreux chercheurs soutiennent que le droit socialiste ne représente pas une classe juridique à part. Bien que l'approche de l'économie dirigée des États communistes impliquait que la plupart des types de propriété ne pouvaient pas être possédés, l'Union soviétique a toujours eu un code civil, des tribunaux qui interprétaient ce code civil et une approche de droit civil du raisonnement juridique (ainsi, à la fois la procédure judiciaire et le raisonnement juridique étaient largement analogues au système du code civil français ou allemand). Les systèmes juridiques de tous les États socialistes ont conservé les critères formels du droit civil romano-germanique ; pour cette raison, les théoriciens du droit des États post-socialistes considèrent généralement le droit socialiste comme un cas particulier du droit civil romano-germanique. Les cas de développement de la common law en droit socialiste sont inconnus en raison de l'incompatibilité des principes de base de ces deux systèmes (la common law suppose le rôle influent des tribunaux dans l'élaboration des règles, tandis que les tribunaux des États socialistes jouent un rôle dépendant).
Un article publié en 2016 suggère que le droit socialiste, du moins du point de vue du droit public et de la conception constitutionnelle, est une catégorie utile. Dans le NYU Journal of International Law and Policy, William Partlett et Eric Ip soutiennent que le droit socialiste aide à comprendre les « greffes russo-léninistes » qui opèrent actuellement dans le système de droit socialiste chinois. Cela aide à comprendre les "institutions et approches de droit public distinctives en Chine qui ont été ignorées par de nombreux universitaires".

## Théorie juridique soviétique
Le droit soviétique présentait de nombreuses caractéristiques particulières qui découlaient de la nature socialiste de l'État soviétique et reflétaient l'idéologie marxiste-léniniste. Vladimir Lénine a accepté la conception marxiste de la loi et de l'État comme instruments de coercition entre les mains de la bourgeoisie et a institué la création de tribunaux populaires et informels pour administrer la justice révolutionnaire. L'un des principaux théoriciens de la légalité socialiste soviétique dans cette première phase était Pēteris Stučka[réf. nécessaire].
A côté de cette tendance utopique se trouvait une autre, plus critique du concept de « justice prolétarienne », représentée par Evgeny Pashukanis. Une tendance dictatoriale s'est développée qui préconisait l'utilisation de la loi et des institutions juridiques pour réprimer toute opposition au régime. Cette tendance a atteint son apogée sous Joseph Staline avec l'ascendant d'Andreï Vychinski, lorsque l'administration de la justice était principalement assurée par la police de sécurité dans des tribunaux spéciaux[réf. nécessaire].
Pendant la déstalinisation de l'ère Nikita Khrouchtchev, une nouvelle tendance s'est développée, basée sur la légalité socialiste, qui a souligné la nécessité de protéger les droits procéduraux et statutaires des citoyens, tout en appelant toujours à l'obéissance à l'État. De nouveaux codes juridiques, introduits en 1960, faisaient partie de l'effort visant à établir des normes juridiques dans l'administration des lois. Bien que la légalité socialiste soit restée en vigueur après 1960, les tendances dictatoriales et utopiques ont continué d'influencer le processus judiciaire. La persécution des dissidents politiques et religieux s'est poursuivie, mais il y avait une tendance à dépénaliser les délits moins graves en les confiant aux tribunaux populaires et aux organismes administratifs et en les traitant par l'éducation plutôt que par l'incarcération. À la fin de 1986, l'ère Mikhaïl Gorbatchev soulignait à nouveau l'importance des droits individuels par rapport à l'État et critiquait ceux qui violaient le droit procédural dans l'application de la justice soviétique. Cela a signalé une résurgence de la légalité socialiste comme tendance dominante. La légalité socialiste elle-même manquait encore des caractéristiques associées à la jurisprudence occidentale[pas clair].

## Traits caractéristiques
Le droit socialiste est similaire au droit civil mais avec un secteur de droit public fortement accru et un secteur de droit privé réduit.
- mandats sociaux étendus de l'État (droits à l'emploi, gratuité de l'éducation, gratuité des soins de santé, retraite à 60 ans pour les hommes et 55 ans pour les femmes, congé de maternité, gratuité des indemnités d'invalidité et de maladie, subventions aux familles de plusieurs enfants, ...) dans retour d'un degré élevé de mobilisation sociale.
- la procédure judiciaire n'a pas de caractère contradictoire ; le ministère public est considéré comme "pourvoyeur de justice".
- l'expulsion partielle ou totale des anciennes classes dirigeantes de la vie publique aux premiers stades de l'existence de chaque État socialiste ; cependant, dans tous les États socialistes, cette politique s'est progressivement transformée en politique d'"une nation socialiste sans classes"
- la diversité des opinions politiques directement découragée.
- le parti communiste au pouvoir a finalement fait l'objet de poursuites par le biais des comités du parti en premier lieu.
- abolition de la propriété privée, donc quasi collectivisation totale et nationalisation des moyens de production ;
- subordination du pouvoir judiciaire au parti communiste
- le faible respect de la propriété intellectuelle en tant que savoir et culture était considéré comme un droit pour l'humanité, et non comme un privilège comme dans les économies de marché.

Une institution spécifique du droit socialiste était le tribunal des camarades (товарищеский суд) qui jugeait les délits mineurs.